# كونراد تروبينباك
كونراد تروبينباك (بالإنجليزية: Conrad Trubenbach)‏ (4 نوفمبر 1882 – 30 يوليو 1961) هو سبّاح من الولايات المتحدة راحل، مثّل بلاده في الألعاب الأولمبية الصيفية 1908.

## روابط خارجية
كونراد تروبينباك على موقع أوليمبيديا (الإنجليزية)